# Tipula (Vestiplex) testata
Tipula (Vestiplex) testata is een tweevleugelige uit de familie langpootmuggen (Tipulidae). De soort komt voor in het Palearctisch gebied.